# Балка Червона (південна)

Балка Червона (південна) на карті ХІХ століття

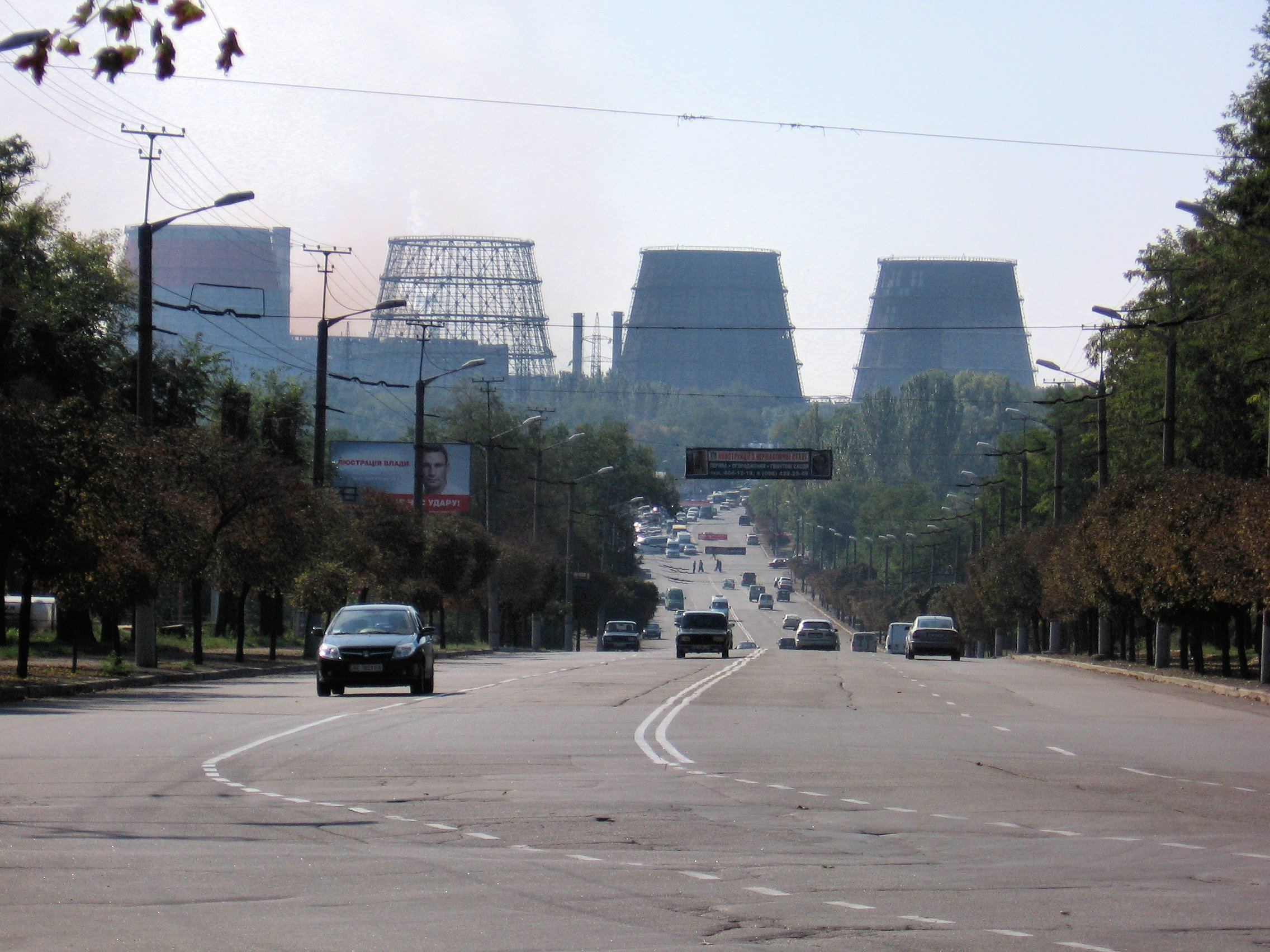
Проспект Металургів при перетині балки Червоної

Червона (балка Південна Червона) — балка в Кривому Розі. Розташована в Металургійному  й, частково (витоки), в Довгинцівському районах міста.
Назва балки походить від відслоненнь залізних руд червоного кольору, що використовувались здавна, — в 1879 році інженер С. Конткевич виявив сліди розробки заліза стародавніх часів. В кінці XIX століття (кінець 80-х років), в районі Чорногорки, тут почалась розробка покладів так званого «Червоного Пласта» — одного з найстаріших на Криворіжжі місць видобутку залізної руди.
Балка дала назву роз'їзду Червоному Катерининської залізниці, що згодом перетворився в станцію Червона (нині станція Кривий Ріг).
На сьогодні балка зазнала сильних антропогенних перетворень. Зарегульвана трьома ставками.
Скидає воду у Саксаганський дериваційний тунель підземним штучним водоспадом заввишки — 24 м.